# Volkswagen Caddy
Volkswagen Caddy – samochód dostawczo-osobowy klasy aut miejskich, a następnie klasy kompaktowej produkowany pod niemiecką marką Volkswagen od 1979 roku. Od 2020 roku produkowana jest czwarta generacja modelu.

## Pierwsza generacja

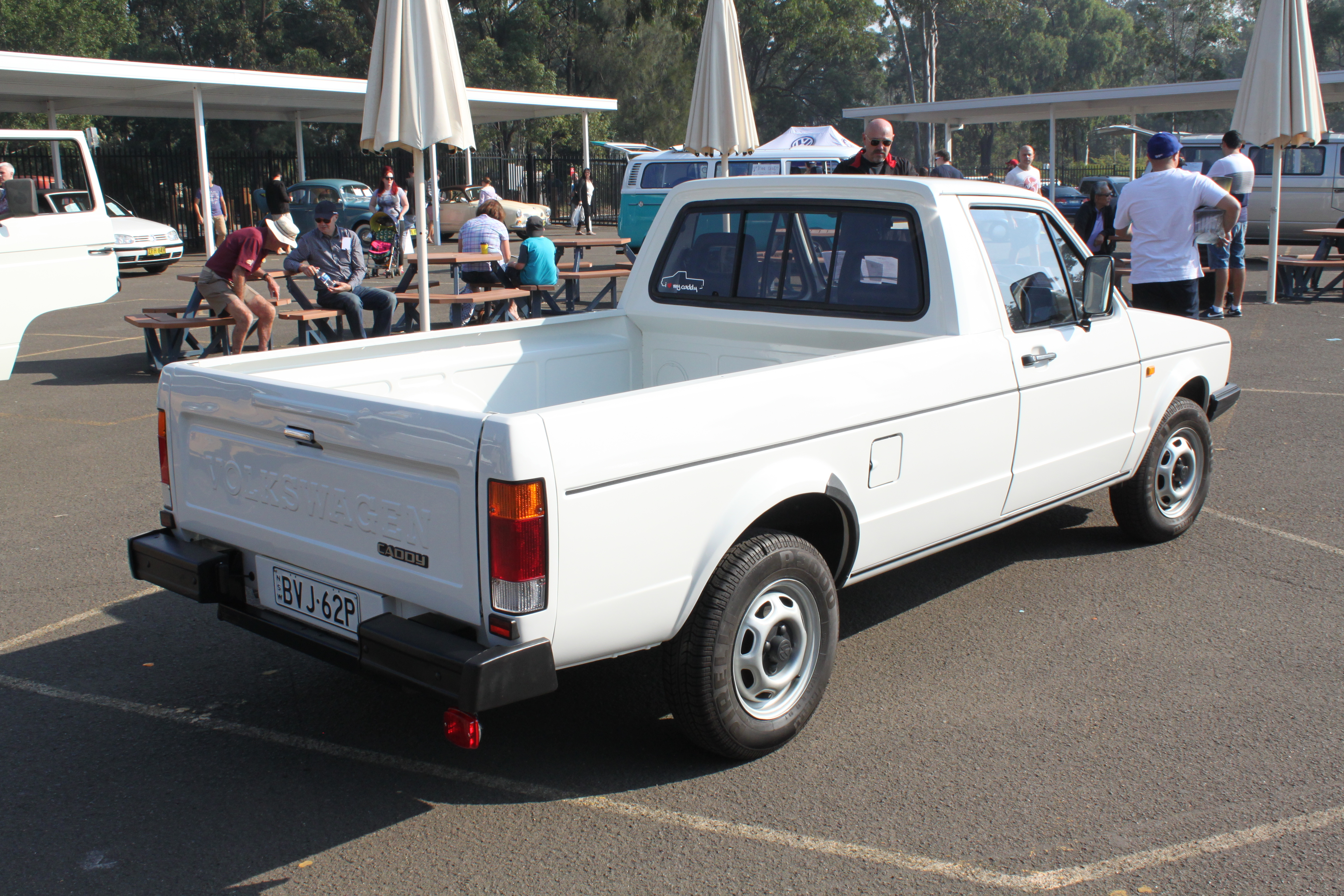
Volkswagen Caddy I – tył

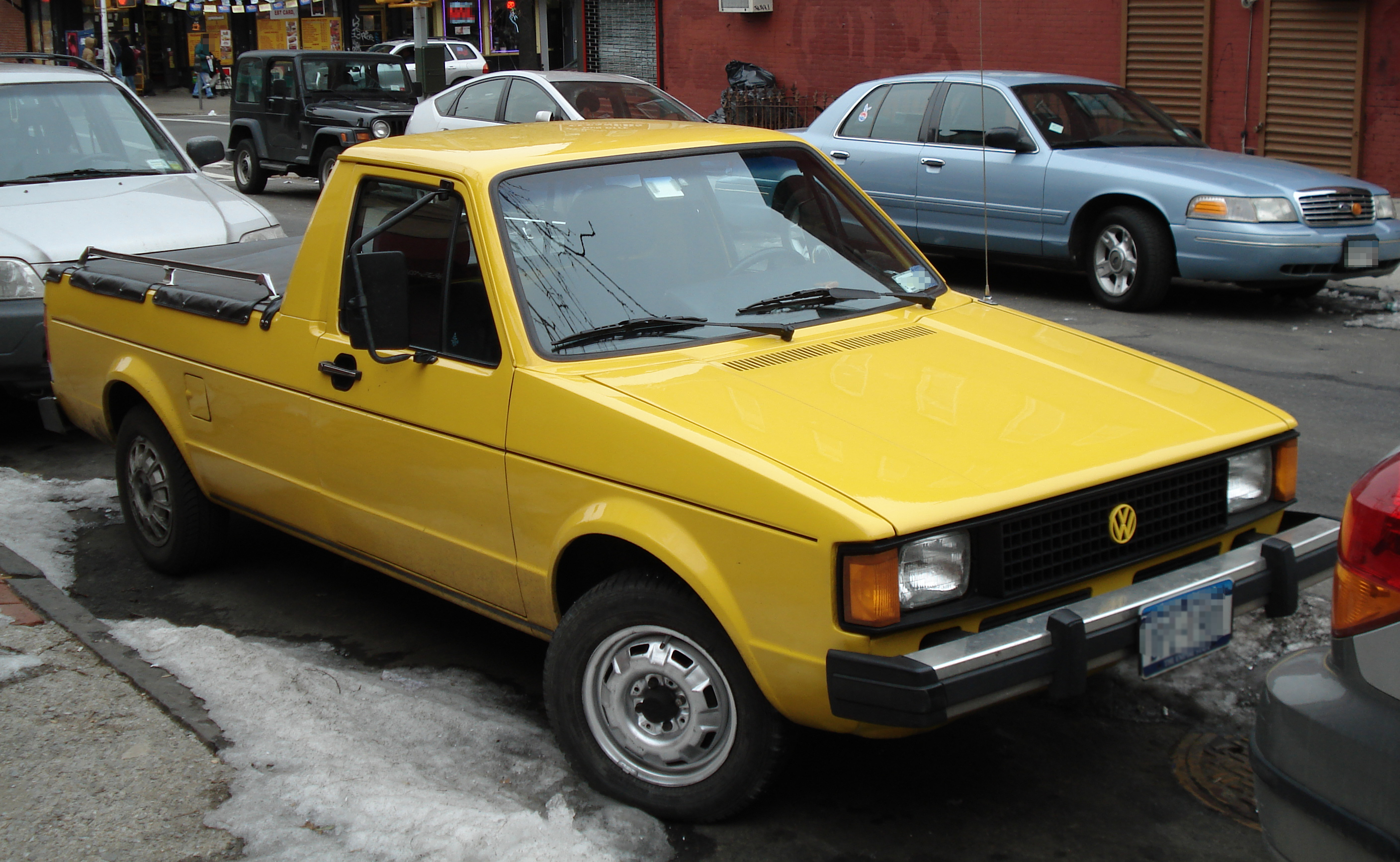
Volkswagen Rabbit Pickup

Volkswagen Caddy I został zaprezentowany po raz pierwszy w 1979 roku.
Pierwsze wcielenie Caddy to zarazem pierwsze auto użytkowe marki Volkswagen stworzone na potrzeby rynku północnoamerykańskiego jako Rabbit Pickup na płycie podłogowej Golfa I.
W latach 1979–1993 pojazd produkowany był w fabryce w Westmoreland w stanie Pensylwania w Stanach Zjednoczonych. W 1983 roku auto trafiło na rynek europejski pod nazwą Caddy, gdzie produkowane było w latach 1983–1992 w Sarajewie. Do 2007 roku, nieco zmodernizowany model produkowany był w Południowej Afryce. Najbogatszą a zarazem najrzadszą wersją Caddy były budowane z silnikiem 1.8 GTI i automatyczną skrzynią biegów.

### Silniki
Benzynowe:
- 1.5 70 KM
- 1.6 75 KM
- 1.7
- 1.8 95 KM

Wysokoprężne:
- 1.5 D (37KM/82NM)
- 1.6 D (54KM)
- 1.6 TD
- 1.8 D

## Druga generacja

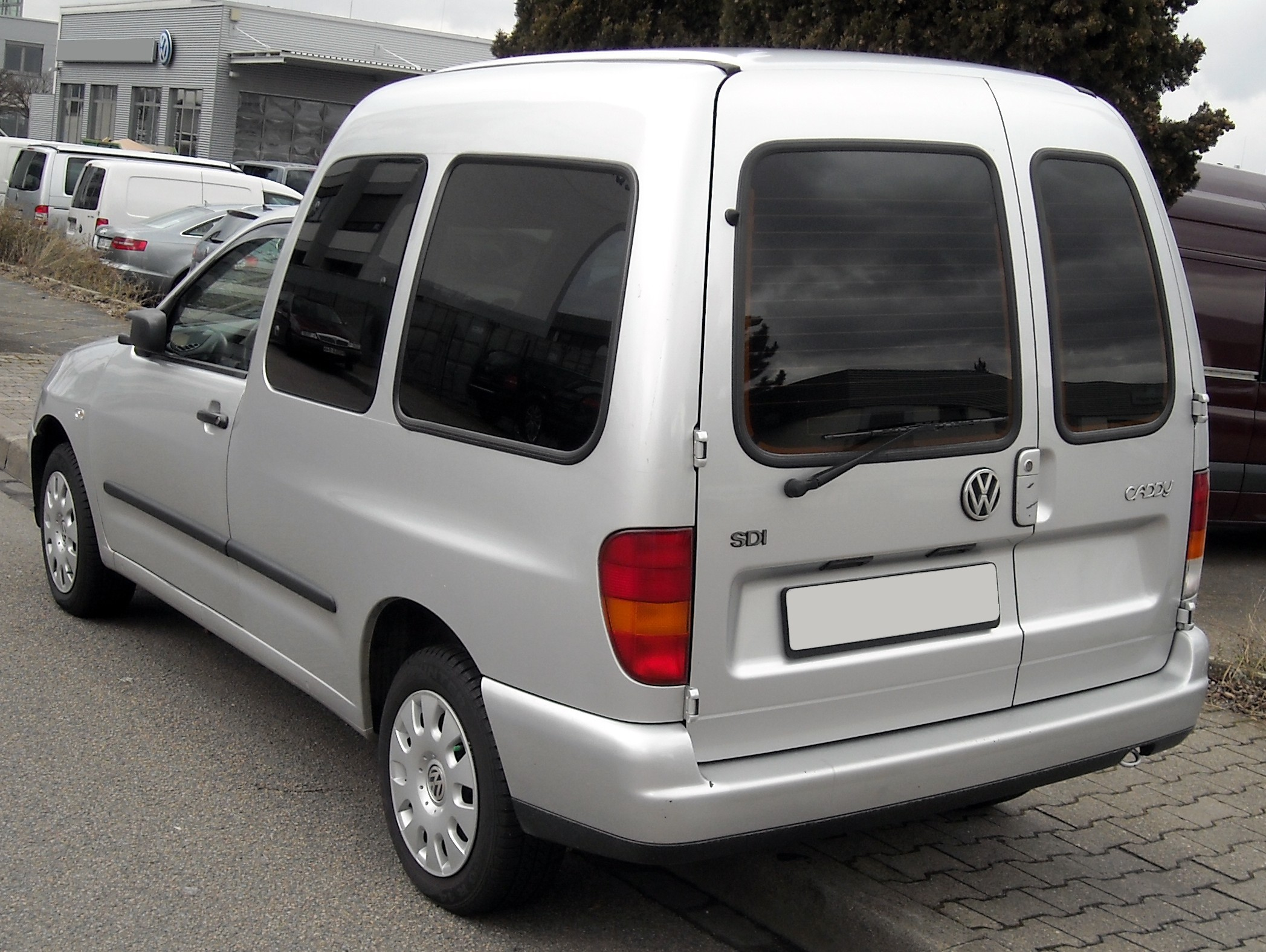
Volkswagen Caddy II - tył

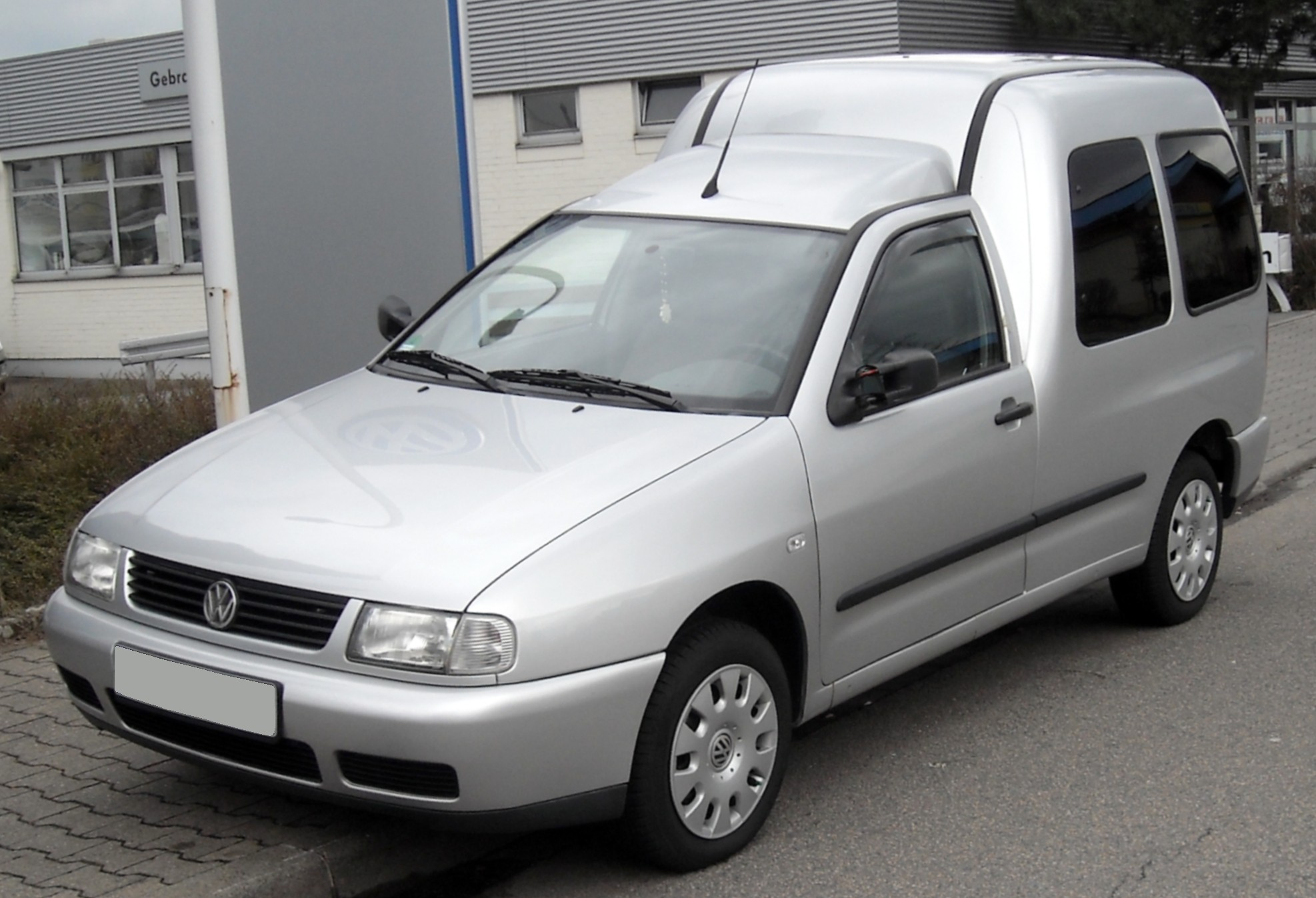
Volkswagen Caddy II po liftingu

Volkswagen Caddy II został zaprezentowany po raz pierwszy w 1995 roku.
Samochód nie powstał pierwotnie na deskach kreślarskich konstruktorów Volkswagena. Pojazd zbudowany został przez SEAT-a na płycie podłogowej A03 użytej do budowy SEAT-a Ibiza II oraz Volkswagena Polo III jako bliźniak modelu SEAT Inca.

### Silniki
| Silnik                | Pojemność skokowa [cm³] | Typ silnika        | Moc maksymalna [KM (kW)] przy obr./min | Maks. moment obrotowy [Nm] przy obr./min | Przyspieszenie 0–100 km/h [s] | Prędkość maks. [km/h] |                    |                    |                    |
| Silniki benzynowe:    | Silniki benzynowe:      | Silniki benzynowe: | Silniki benzynowe:                     | Silniki benzynowe:                       | Silniki benzynowe:            | Silniki benzynowe:    | Silniki benzynowe: | Silniki benzynowe: | Silniki benzynowe: |
| --------------------- | ----------------------- | ------------------ | -------------------------------------- | ---------------------------------------- | ----------------------------- | --------------------- | ------------------ | ------------------ | ------------------ |
| 1.4 MPI 8V            | 1390                    | R4, SOHC           | 60 (44)/4700                           | 116/2800-3200                            | 18,8                          | 142                   |                    |                    |                    |
| 1.4 MPI 16V           | 1390                    | R4, DOHC           | 75 (55)/5000                           | 126/3800                                 | 14,9                          | 152                   |                    |                    |                    |
| 1.6 SPI               | 1595                    | R4, SOHC           | 75 (55)/5500                           | 125/2600                                 | 17,5                          | 153                   |                    |                    |                    |
| 1.6 MPI               | 1598                    | R4, SOHC           | 75 (55)/4800                           | 135/2800-3600                            | 16,6                          | 153                   |                    |                    |                    |
| Silniki wysokoprężne: |                         |                    |                                        |                                          |                               |                       |                    |                    |                    |
| 1.7 SDI               | 1716                    | R4, SOHC           | 57 (42)/4200                           | 112/2200-2800                            | b.d.                          | b.d.                  |                    |                    |                    |
| 1.9 D                 | 1896                    | R4, SOHC           | 64 (47)/4400                           | 124/2000-3000                            | 20,6                          | 144                   |                    |                    |                    |
| 1.9 SDI               | 1896                    | R4, SOHC           | 64 (47)/4200                           | 125/2200-2800                            | 20,1                          | 144                   |                    |                    |                    |
| 1.9 TDI               | 1896                    | R4, SOHC           | 90 (66)/4000                           | 202/1900                                 | 14,4                          | 162                   |                    |                    |                    |
| 1.9 TDI               | 1896                    | R4, SOHC           | 90 (66)/3750                           | 210/1900                                 | 14,4                          | 162                   |                    |                    |                    |

### Volkswagen Caddy II Pickup

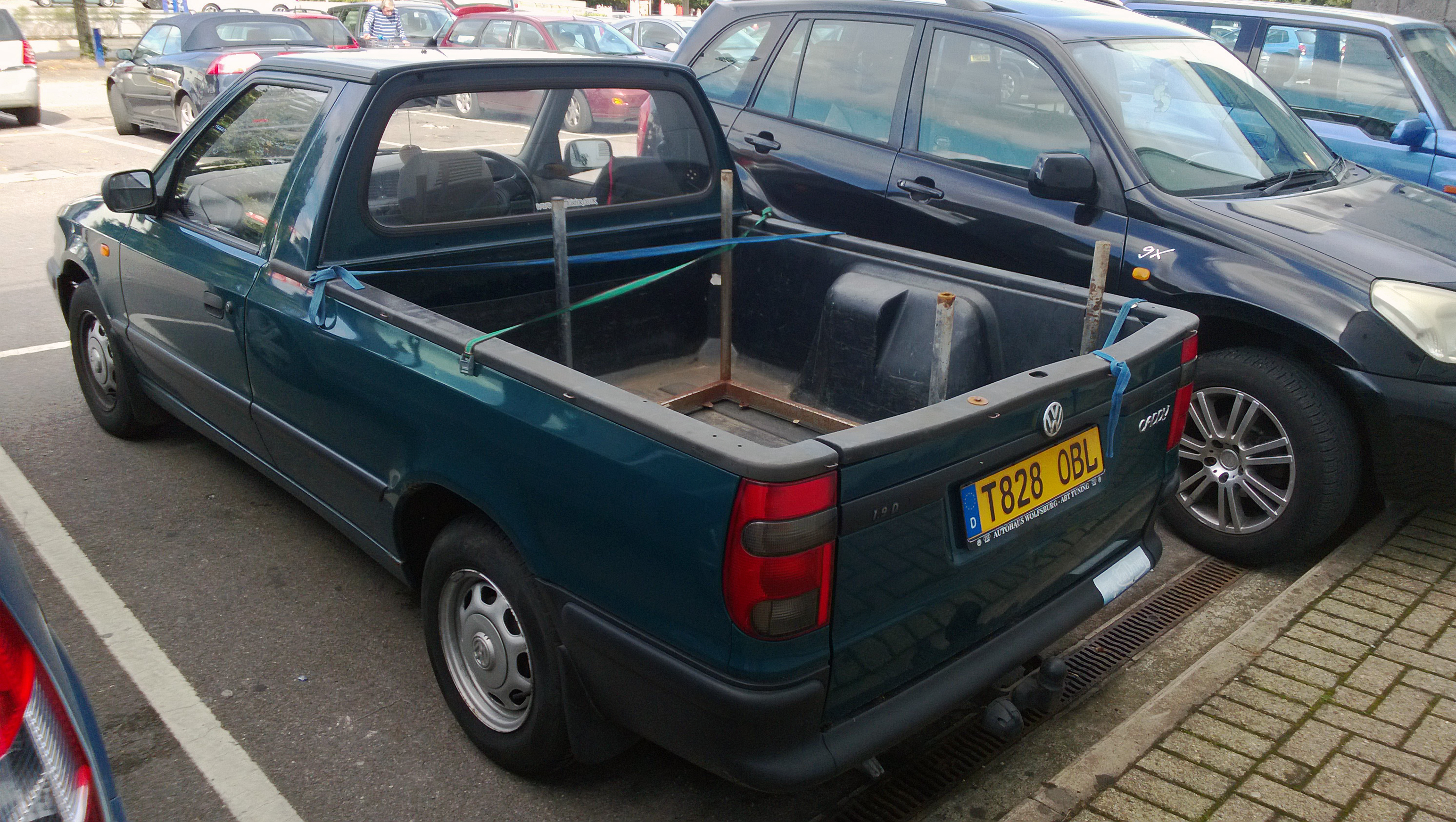
Volkswagen Caddy II Pickup

Volkswagen Caddy II Pickup został zaprezentowany po raz pierwszy w 1996 roku.
W 1996 roku Volkswagen wypuścił na rynek serię modeli użytkowych podległej mu czeskiej marki Škoda Auto jako uzupełnienie oferty dla klasycznego kombivana. Był to bliźniak produkowanej w czeskiej fabryce Škody w Kvasinach Škody Pickup, czyli użytkowej odmiany modelu Felicia.

#### Silniki
| Silnik                | Pojemność skokowa [cm³] | Typ silnika        | Moc maksymalna [KM (kW)] przy obr./min | Maks. moment obrotowy [Nm] przy obr./min | Przyspieszenie 0–100 km/h [s] | Prędkość maks. [km/h] |                    |                    |                    |
| Silniki benzynowe:    | Silniki benzynowe:      | Silniki benzynowe: | Silniki benzynowe:                     | Silniki benzynowe:                       | Silniki benzynowe:            | Silniki benzynowe:    | Silniki benzynowe: | Silniki benzynowe: | Silniki benzynowe: |
| --------------------- | ----------------------- | ------------------ | -------------------------------------- | ---------------------------------------- | ----------------------------- | --------------------- | ------------------ | ------------------ | ------------------ |
| 1.6 MPI               | 1598                    | R4, SOHC           | 75 (55)/4500                           | 135/3500                                 | 12,5                          | 161                   |                    |                    |                    |
| Silniki wysokoprężne: |                         |                    |                                        |                                          |                               |                       |                    |                    |                    |
| 1.9 D                 | 1896                    | R4, SOHC           | 64 (47)/4300                           | 124/3000                                 | 16,5                          | 150                   |                    |                    |                    |

## Trzecia generacja

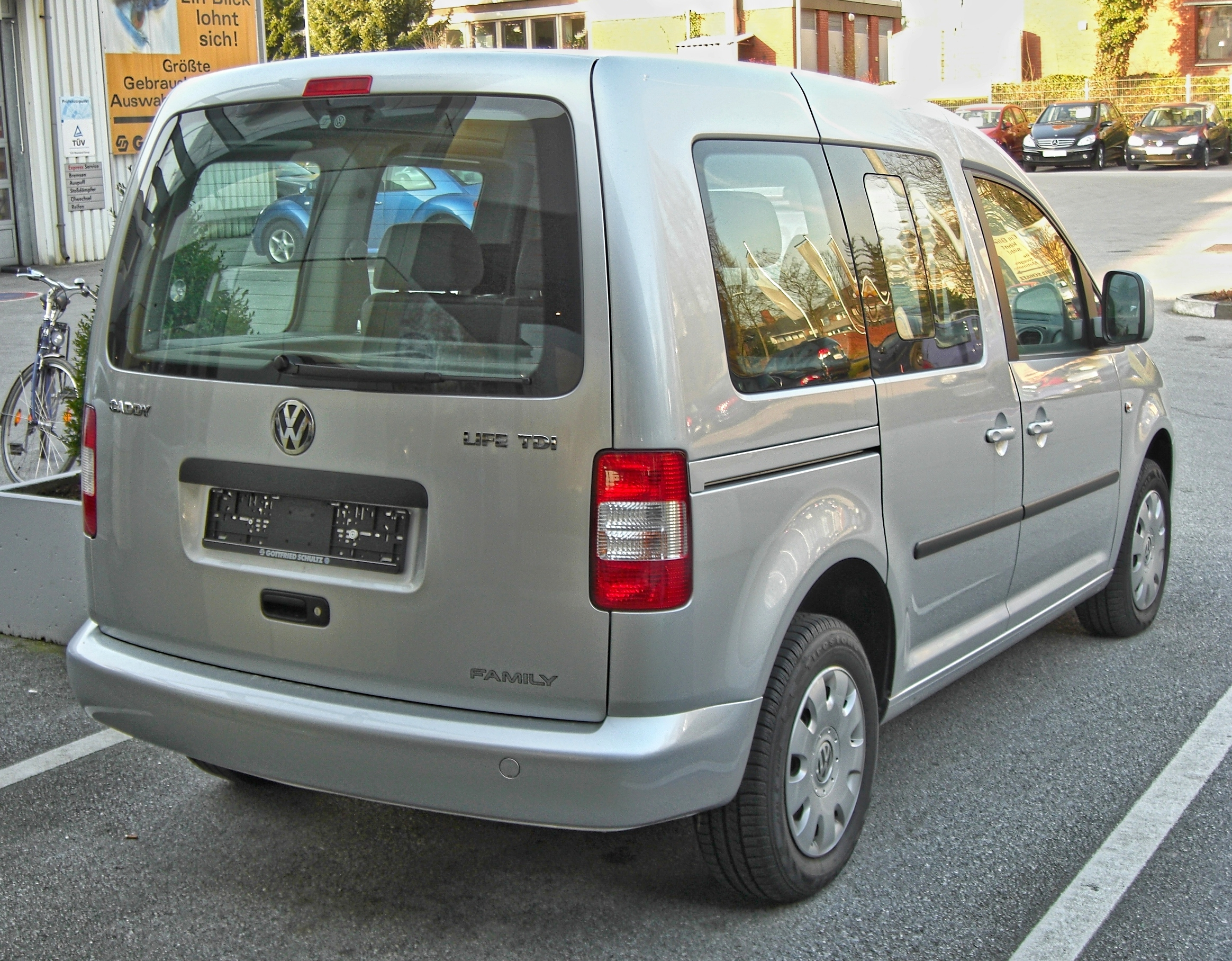
Volkswagen Caddy III Life - tył przed liftingami

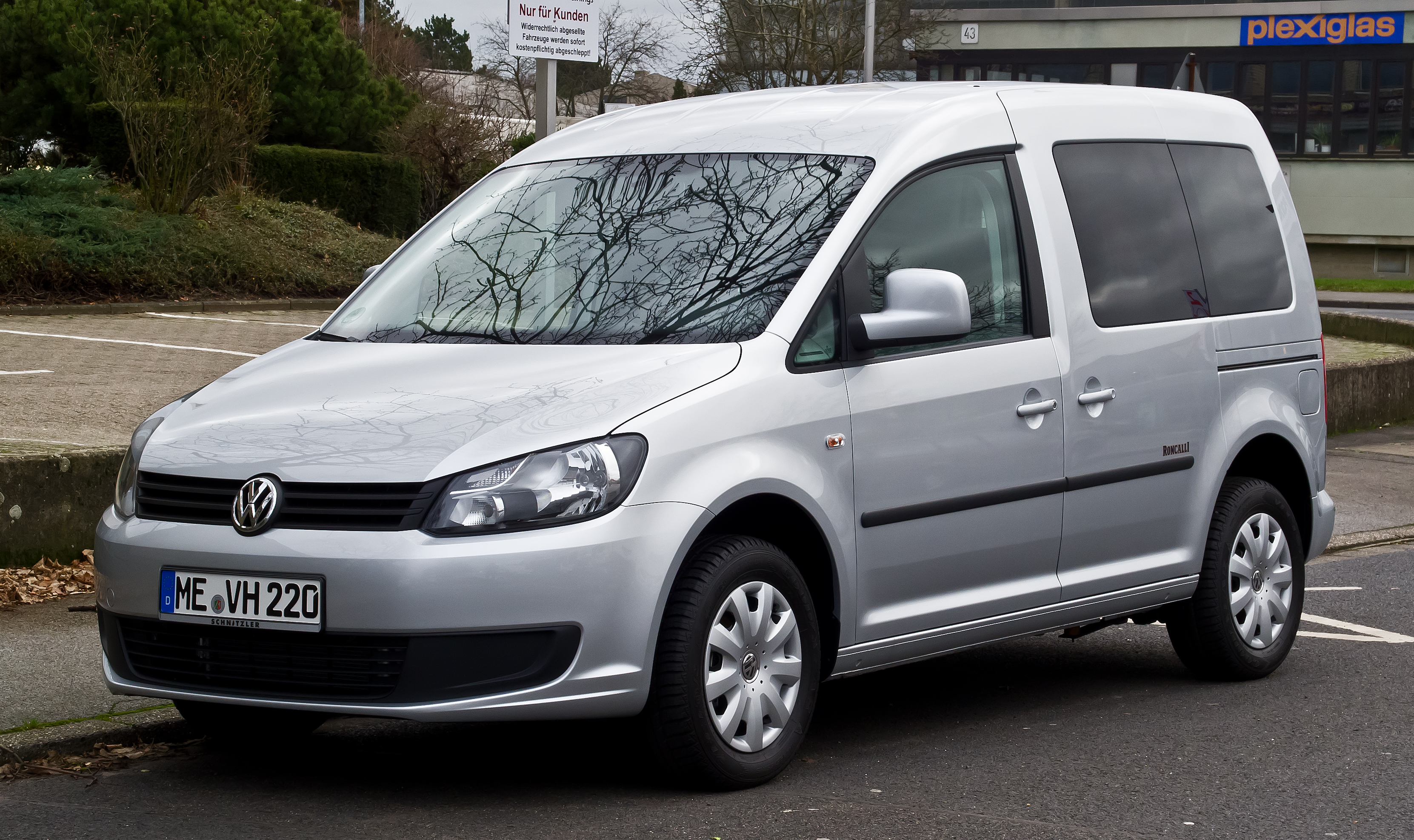
Volkswagen Caddy III Life po pierwszym liftingu

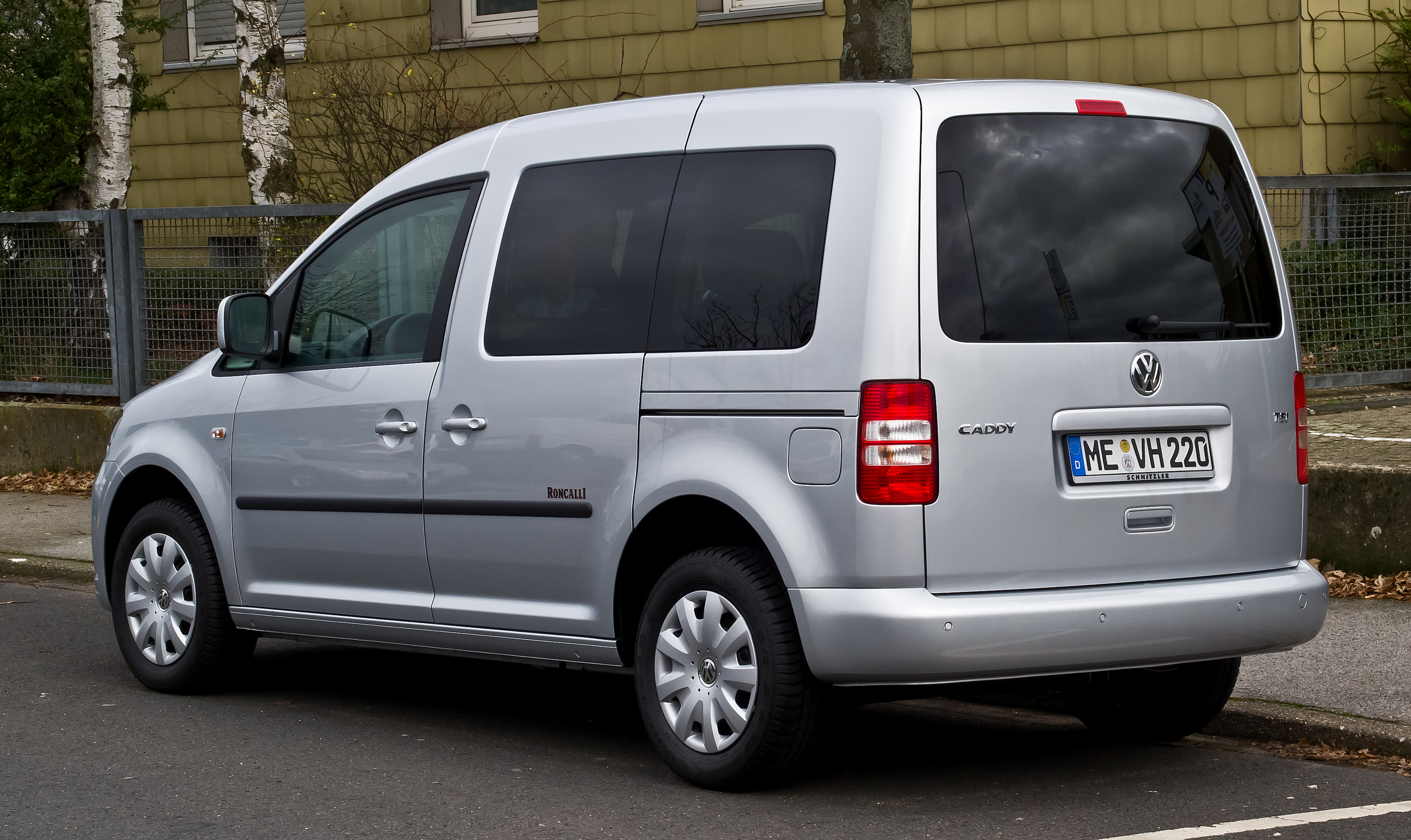
Volkswagen Caddy III Life po pierwszym liftingu - tył

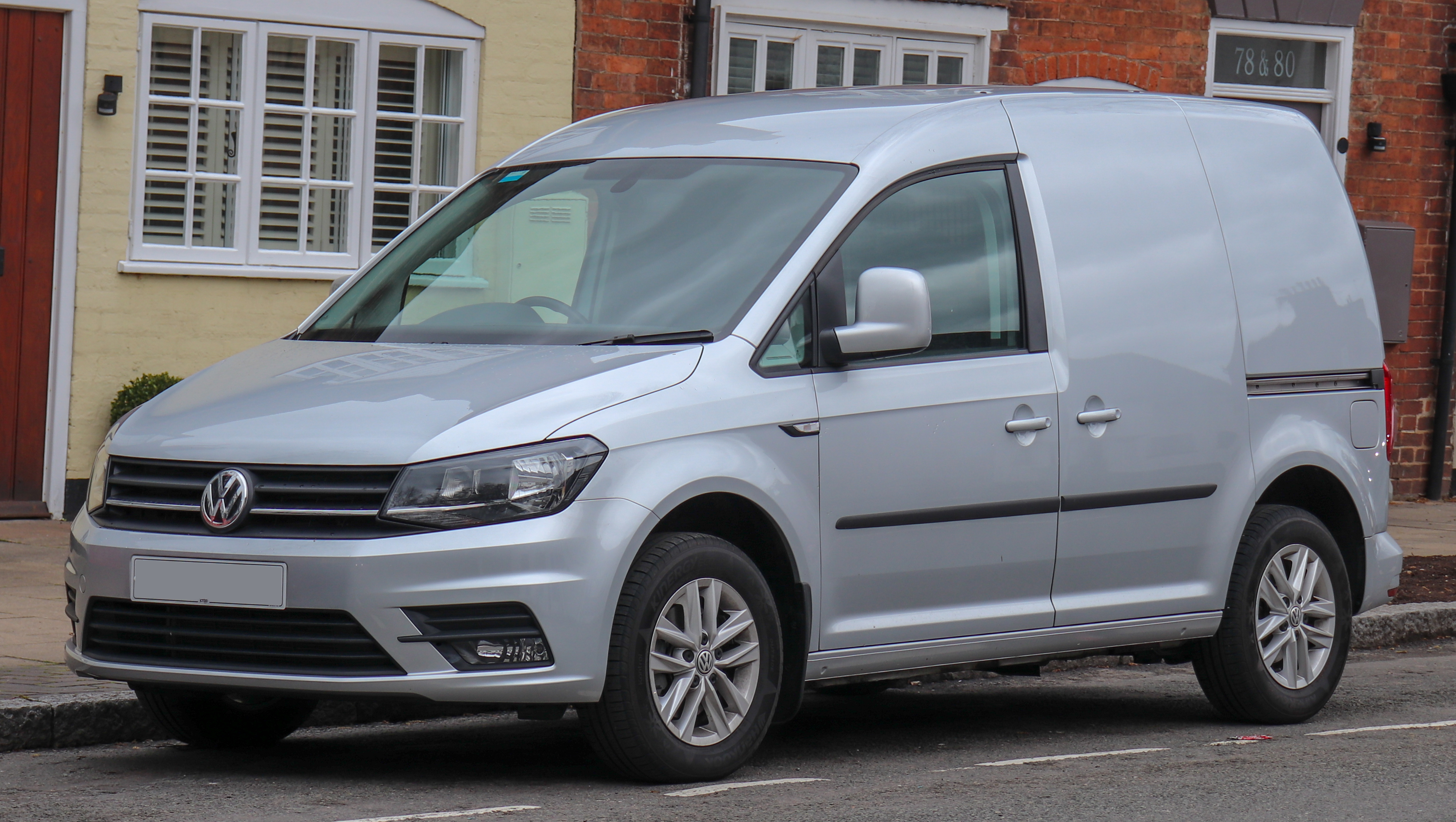
Volkswagen Caddy III po drugim liftingu - wersja dostawcza

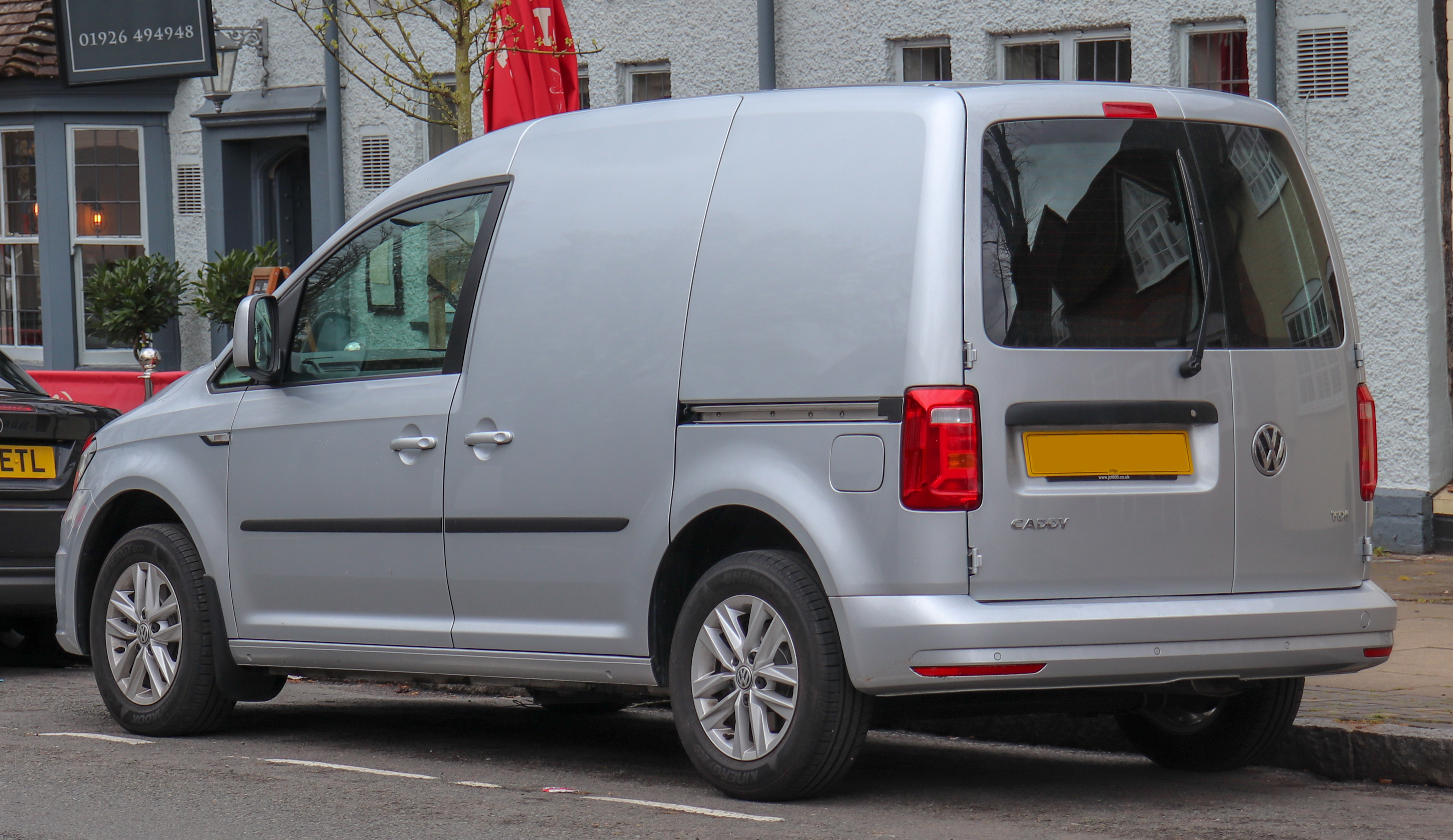
Volkswagen Caddy III po drugim liftingu - tył wersji dostawczej

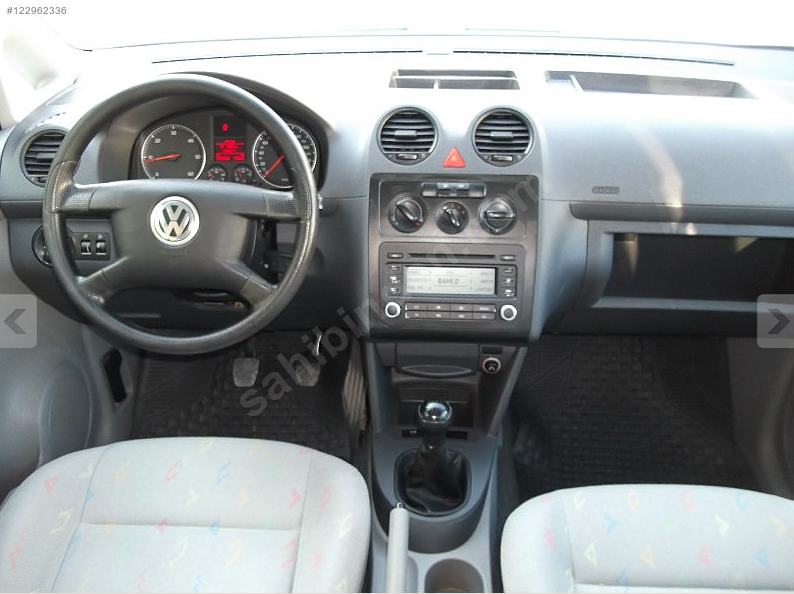
Volkswagen Caddy przed pierwszym liftingiem - wnętrze

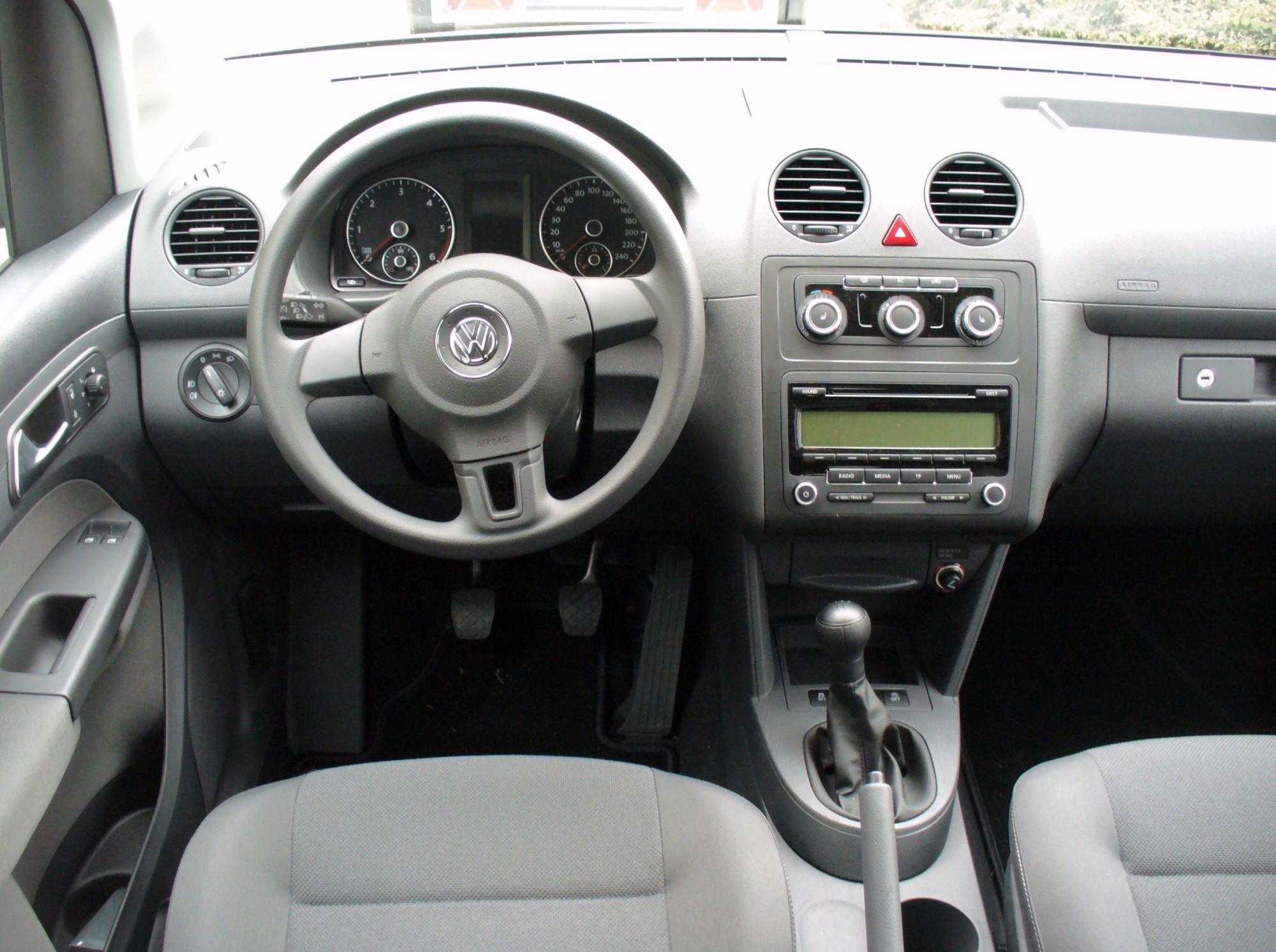
Volkswagen Caddy po pierwszym liftingu - wnętrze

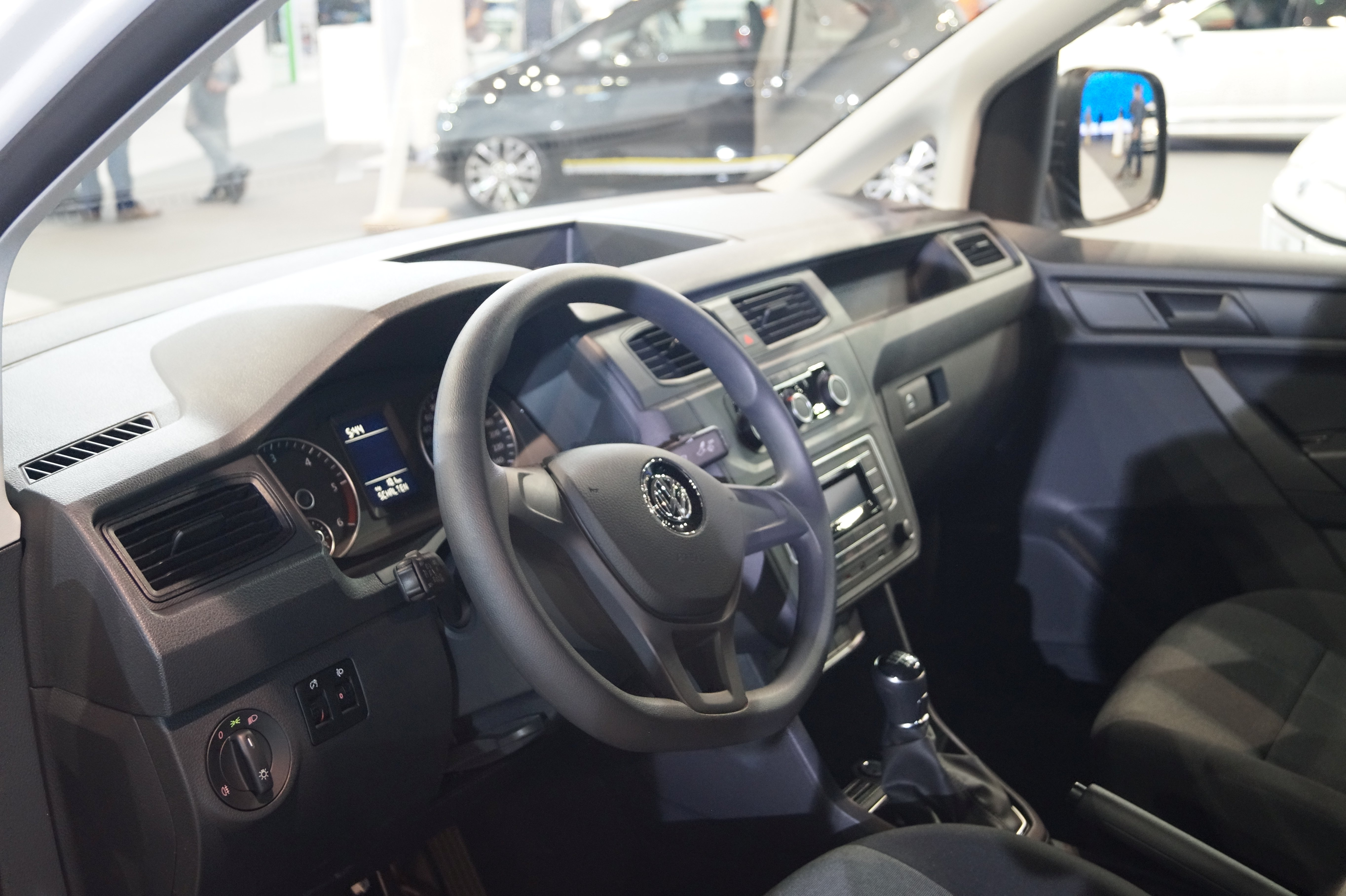
Volkswagen Caddy po drugim liftingu - wnętrze

Volkswagen Caddy III został po raz pierwszy oficjalnie zaprezentowany w październiku 2003 roku podczas targów motoryzacyjnych w Amsterdamie.
Pojazd produkowany jest od listopada 2003 roku wyłącznie w polskich zakładach Volkswagen Poznań. Auto zbudowane zostało na bazie płyty podłogowej modelu Golf V oraz Touran I. Początkowo, auto produkowane było jako furgon oraz kombi 5- i 7-osobowe.
W 2007 roku do produkcji wprowadzono przedłużoną wersję pojazdu Caddy Maxi, która produkowana jest w trzech wersjach: Life, Kombi oraz furgon.

### Pierwsza modernizacja
W 2010 roku auto przeszło pierwszy face lifting upodabniający model do Golfa VI oraz innych modeli marki. Zmodernizowany został m.in. pas przedni pojazdu, w tym m.in. reflektory przednie, atrapa chłodnicy, zderzak oraz tylne lampy. Przy okazji liftingu, pod maskę pojazdu trafiło sześć nowych jednostek napędowych: silniki wysokoprężne występują od teraz w czterech wariantach mocy: 75 KM, 102 KM, 110 KM i 140 KM. Dwa najsłabsze silniki wyposażone zostały w system BlueMotion z seryjnym systemem Start&Stop oraz systemem odzyskiwania energii. Wersje napędzane silnikami o mocach 102 i 110 KM dodatkowo wyposażyć będzie można w skrzynię biegów DSG, a wersję 140-konną w napęd 4Motion.

### Druga modernizacja
5 lutego 2015 roku w Poznaniu zaprezentowano wersję po drugim liftingu. Samochód otrzymał zaprojektowany od nowa pas przedni oraz tylny, który upodobnił model do innych aut użytkowych marki (m.in. Volkswagen Transporter T6). Zmieniono m.in. przednie reflektory, które wyposażone zostały w diody LED oraz masywną atrapę chłodnicy i zderzak. Przy okazji dodano przetłoczenie na przednich drzwiach oraz zmieniono tylną klapę. We wnętrzu wersji osobowej pojazdu wprowadzono duży panel dotykowego systemu multimedialnego, trójramienną kierownicę oraz nowoczesny zestaw zegarów.
Pojazd wyposażony został także przy okazji w nowe jednostki napędowe spełniające normę emisji spalin Euro 6. Rolę podstawowej jednostki napędowej pojazdu pełni 2 l silnik wysokoprężny TDI w czterech wariantach mocy od 75 do 150 KM. W ofercie znajdują się także trzy silniki benzynowe 1.2 TSI o mocy 84 KM i 1.4 TSI o mocy 125 KM, a także silnik trzycylindrowy 1.0 TSI o mocy 102 KM.
Auto wyposażone zostało w nowe systemy bezpieczeństwa, m.in. system monitorowania otoczenia Front Assist, w którego skład wchodzi system awaryjnego hamowania w mieście. Dodatkowo pojazd doposażyć można m.in. w system świateł drogowych Light Assist, który automatycznie uruchamia i wyłącza w odpowiednich warunkach światła drogowe, a także system rozpoznający zmęczenie kierowcy. Auto doposażone może być także w systemy radiowe lub system nawigacji satelitarnej, a także kamerę monitorującą obszar za pojazdem oraz asystenta parkowania Park Assist.
W tym samym roku podczas targów motoryzacyjnych we Frankfurcie zaprezentowana została uterenowiona wersja pojazdu Caddy Alltrack, która zastąpiła wersję Cross Caddy. Auto oferowane jest w wersji dostawczej oraz osobowej. Wyróżnia się specjalnym lakierem oraz plastikowymi nakładkami na zderzaki i progi, a także 17-calowymi alufelgami. Opcjonalnie pojazd wyposażyć można w napęd na cztery koła. Auto wyposażone zostało standardowo w system wspomagający ruszanie pod górę (HAC).

### Silniki

#### Przed pierwszym liftingiem
| Silnik                | Pojemność skokowa [cm³] | Typ silnika        | Moc maksymalna [KM] przy obr./min | Maks. moment obrotowy [Nm] przy obr./min | Przyspieszenie 0–100 km/h [s] | Prędkość maks. [km/h] |                    |                    |                    |
| Silniki benzynowe:    | Silniki benzynowe:      | Silniki benzynowe: | Silniki benzynowe:                | Silniki benzynowe:                       | Silniki benzynowe:            | Silniki benzynowe:    | Silniki benzynowe: | Silniki benzynowe: | Silniki benzynowe: |
| --------------------- | ----------------------- | ------------------ | --------------------------------- | ---------------------------------------- | ----------------------------- | --------------------- | ------------------ | ------------------ | ------------------ |
| 1.4                   | 1390                    | R4                 | 75 (55)/5000                      | 126/3300                                 | 17,9                          | 148                   |                    |                    |                    |
| 1.6i                  | 1598                    | R4                 | 102 (75)/3800                     | 148/3800                                 | 13,7                          | 164                   |                    |                    |                    |
| Silniki wysokoprężne: |                         |                    |                                   |                                          |                               |                       |                    |                    |                    |
| 1.9 TDI               | 1896                    | R4                 | 75 (55)/4000                      | 210/1900                                 | 17,7                          | 150                   |                    |                    |                    |
| 1.9 TDI               | 1896                    | R4                 | 104 (77)/4000                     | 250/1900                                 | 13,3                          | 166                   |                    |                    |                    |
| 2.0 SDI               | 1968                    | R4                 | 69 (51)/4000                      | 140/2400                                 | 20,5                          | 137                   |                    |                    |                    |
| 2.0 TDI               | 1968                    | R4                 | 140 (103)/b.d.                    | 320/b.d.                                 | 10,6                          | 186                   |                    |                    |                    |
| CNG/Benzyna:          |                         |                    |                                   |                                          |                               |                       |                    |                    |                    |
| 2.0 EcoFuel           | 1983                    | R4                 | 109/5400                          | 160/3500                                 | 13,8                          | 169                   |                    |                    |                    |

#### Po pierwszym liftingu
| Silnik                     | Pojemność skokowa [cm³] | Typ silnika        | Moc maksymalna [KM] przy obr./min | Maks. moment obrotowy [Nm] przy obr./min | Przyspieszenie 0–100 km/h [s] | Prędkość maks. [km/h] |                    |                    |                    |
| Silniki benzynowe:         | Silniki benzynowe:      | Silniki benzynowe: | Silniki benzynowe:                | Silniki benzynowe:                       | Silniki benzynowe:            | Silniki benzynowe:    | Silniki benzynowe: | Silniki benzynowe: | Silniki benzynowe: |
| -------------------------- | ----------------------- | ------------------ | --------------------------------- | ---------------------------------------- | ----------------------------- | --------------------- | ------------------ | ------------------ | ------------------ |
| 1.2 TSI                    | 1197                    | R4                 | 85 (63)/4800                      | 160/1500-3500                            | b.d.                          | b.d.                  |                    |                    |                    |
| 1.2 TSI                    | 1197                    | R4                 | 104 (77)/5000                     | 175/1550-4100                            | 11,9                          | 169                   |                    |                    |                    |
| Silniki wysokoprężne:      |                         |                    |                                   |                                          |                               |                       |                    |                    |                    |
| 1.6 TDI CR                 | 1598                    | R4                 | 75 (55)/3000                      | 225/1500-2250                            | 17,6                          | 150                   |                    |                    |                    |
| 1.6 TDI CR                 | 1598                    | R4                 | 102 (75)/4400                     | 250/1500-2500                            | 12,9                          | 168                   |                    |                    |                    |
| 2.0 TDI CR (tylko 4Motion) | 1968                    | R4                 | 110 (81)/4200                     | 280/1750-2750                            | 12,8                          | 170                   |                    |                    |                    |
| 2.0 TDI CR                 | 1968                    | R4                 | 140 (103)/4200                    | 320/1750-2500                            | 10,5                          | 186                   |                    |                    |                    |
| 2.0 TDI CR                 | 1968                    | R4                 | 170/4200                          | 350/1750-2500                            | 8,5                           | 196                   |                    |                    |                    |
| CNG/LPG/Benzyna:           |                         |                    |                                   |                                          |                               |                       |                    |                    |                    |
| 1.6 BiFuel LPG             | 1598                    | R4                 | 102/5600                          | 148/3800                                 | 13,7                          | 164                   |                    |                    |                    |
| 2.0 EcoFuel                | 1984                    | R4                 | 109 (80)/5400                     | 160/3500                                 | 13,8                          | 169                   |                    |                    |                    |

#### Po drugim liftingu
| Silnik                | Pojemność skokowa [cm³] | Typ silnika        | Moc maksymalna [KM] przy obr./min | Maks. moment obrotowy [Nm] przy obr./min | Przyspieszenie 0–100 km/h [s] | Prędkość maks. [km/h] |                    |                    |                    |
| Silniki benzynowe:    | Silniki benzynowe:      | Silniki benzynowe: | Silniki benzynowe:                | Silniki benzynowe:                       | Silniki benzynowe:            | Silniki benzynowe:    | Silniki benzynowe: | Silniki benzynowe: | Silniki benzynowe: |
| --------------------- | ----------------------- | ------------------ | --------------------------------- | ---------------------------------------- | ----------------------------- | --------------------- | ------------------ | ------------------ | ------------------ |
| 1.0 TSI               | 999                     | R3                 | 102/b.d.                          | b.d./b.d.                                | 10,7                          | 174                   |                    |                    |                    |
| 1.2 TSI               | 1197                    | R4                 | 84 (62)/4300                      | 160/1400-3500                            | 14,7                          | 157                   |                    |                    |                    |
| 1.4 TSI               | 1395                    | R4                 | 125 (92)/5000                     | 220/1500-3000                            | 10,9                          | 184                   |                    |                    |                    |
| Silniki wysokoprężne: |                         |                    |                                   |                                          |                               |                       |                    |                    |                    |
| 2.0 TDI SCR           | 1968                    | R4                 | 75/2400                           | 225/1200-2300                            | 17,6                          | 152                   |                    |                    |                    |
| 2.0 TDI SCR           | 1968                    | R4                 | 102/2900                          | 250/1300-2800                            | 12,9                          | 171                   |                    |                    |                    |
| 2.0 TDI SCR           | 1968                    | R4                 | 122/2900                          | 300/1500-2800                            | 11,5                          | 178                   |                    |                    |                    |
| 2.0 TDI SCR           | 1968                    | R4                 | 150/3500                          | 340/1750-3000                            | 9,9                           | 194                   |                    |                    |                    |
| CNG/Benzyna:          |                         |                    |                                   |                                          |                               |                       |                    |                    |                    |
| 1.4 TGI               | 1395                    | R4                 | 110/4800                          | 200/1500-3500                            | 12,9                          | 174                   |                    |                    |                    |

### Wersje nadwoziowe
- Caddy
- Caddy Furgon
- Caddy Kombi
- Caddy Maxi
- Caddy Maxi Furgon
- Caddy Maxi Kombi
- Cross Caddy
- Caddy Alltrack

### Wersje wyposażeniowe
- Caddy:
- Startline
- Trendline
- Comfortline
- Comfortline Edition'
- "Generation Four"
- Highline
- Tramper
- Edition 30
- Sportline
- PanAmericana
- Life
- Life Tramper
- Beach
- Family
- Caddy Furgon:
- Furgon
- Furgon Trendline
- Furgon "Generation Four"
- Furgon Alltrack
- Furgon Edition 30
- Furgon Work Edition
- Caddy Kombi:
- Kombi
- Life
- Caddy Maxi:
- Startline
- Trendline
- Comfortline
- Highline
- Tramper
- Life
- Sprotline
- Panel Van
- Window Panel Van
- Caddy Maxi Furgon:
- Furgon
- Caddy Maxi Kombi:
- Kombi
- Cross Caddy
- Caddy Alltrack

Standardowe wyposażenie pojazdu obejmuje m.in. system ABS z EBD i ASR, trójpunktowe pasy bezpieczeństwa oraz dwie przednie poduszki powietrzne.
Opcjonalnie auto wyposażyć można w system ESP, klimatyzację automatyczną, boczne poduszki powietrzne, podgrzewane przednie fotele oraz system nawigacji satelitarnej.

### Zabudowy
Pojazd może zostać wykonany ze specjalną zabudową m.in.:
- Bankowóz typu C – pojazd wyposażony we wzmocnione nadwozie oraz bezpieczne pojemniki do przewozu materiałów wartościowych
- Ambulans typu T (transportowy) – pojazd przystosowany do transportu medycznego
- Chłodnia/izoterma – pojazd wyposażony w (zależnie od wersji) agregat chłodniczy i ładownię izolowaną pianką poliuretanową
- Pogotowie techniczne – pojazd wyposażony w regały do przewozu narzędzi oraz miejsce na agregat prądotwórczy
- Tramper – pojazd ze składanymi fotelami i rozkładaną leżanką

## Czwarta generacja

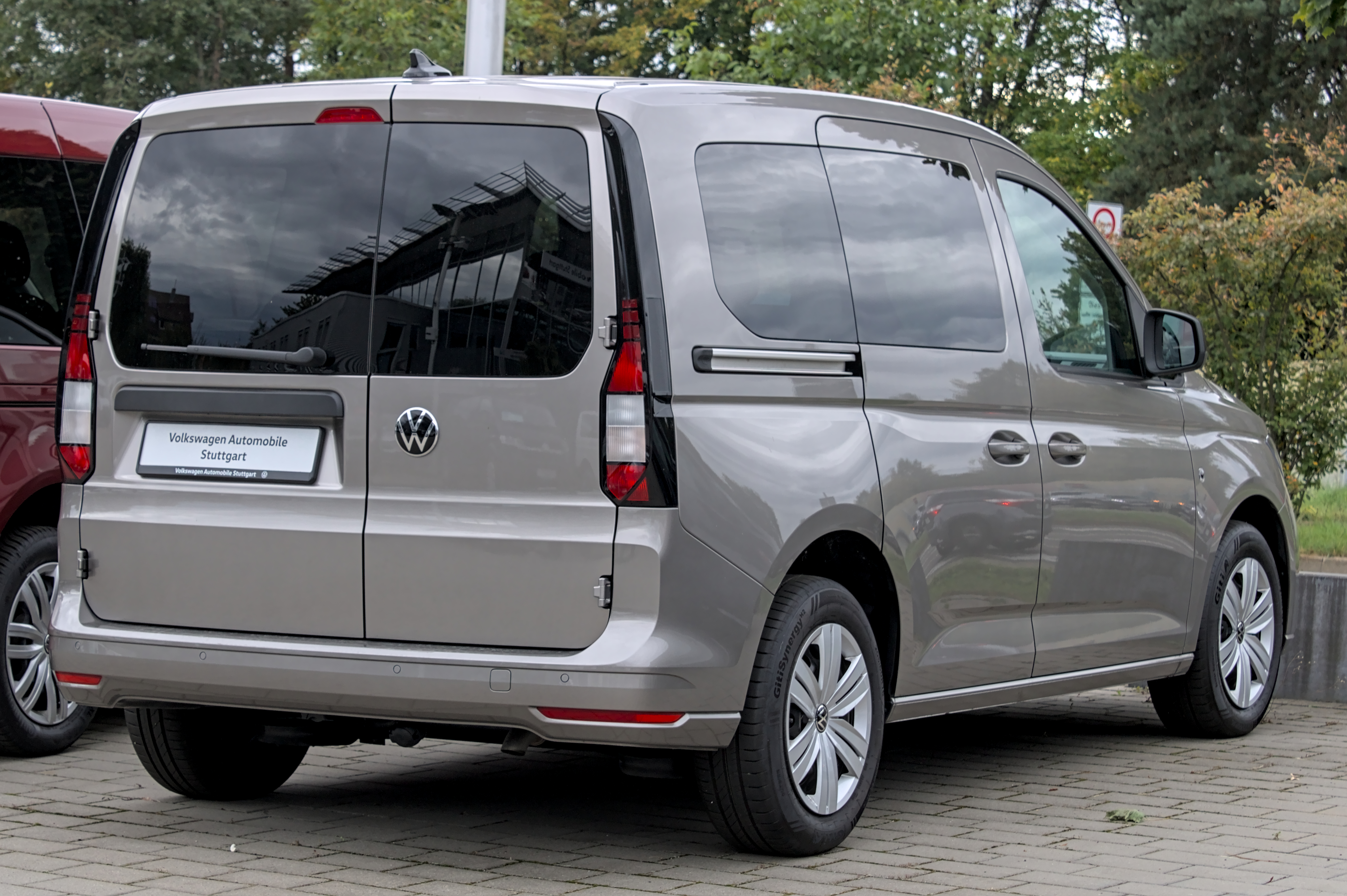
Volkswagen Caddy IV - tył

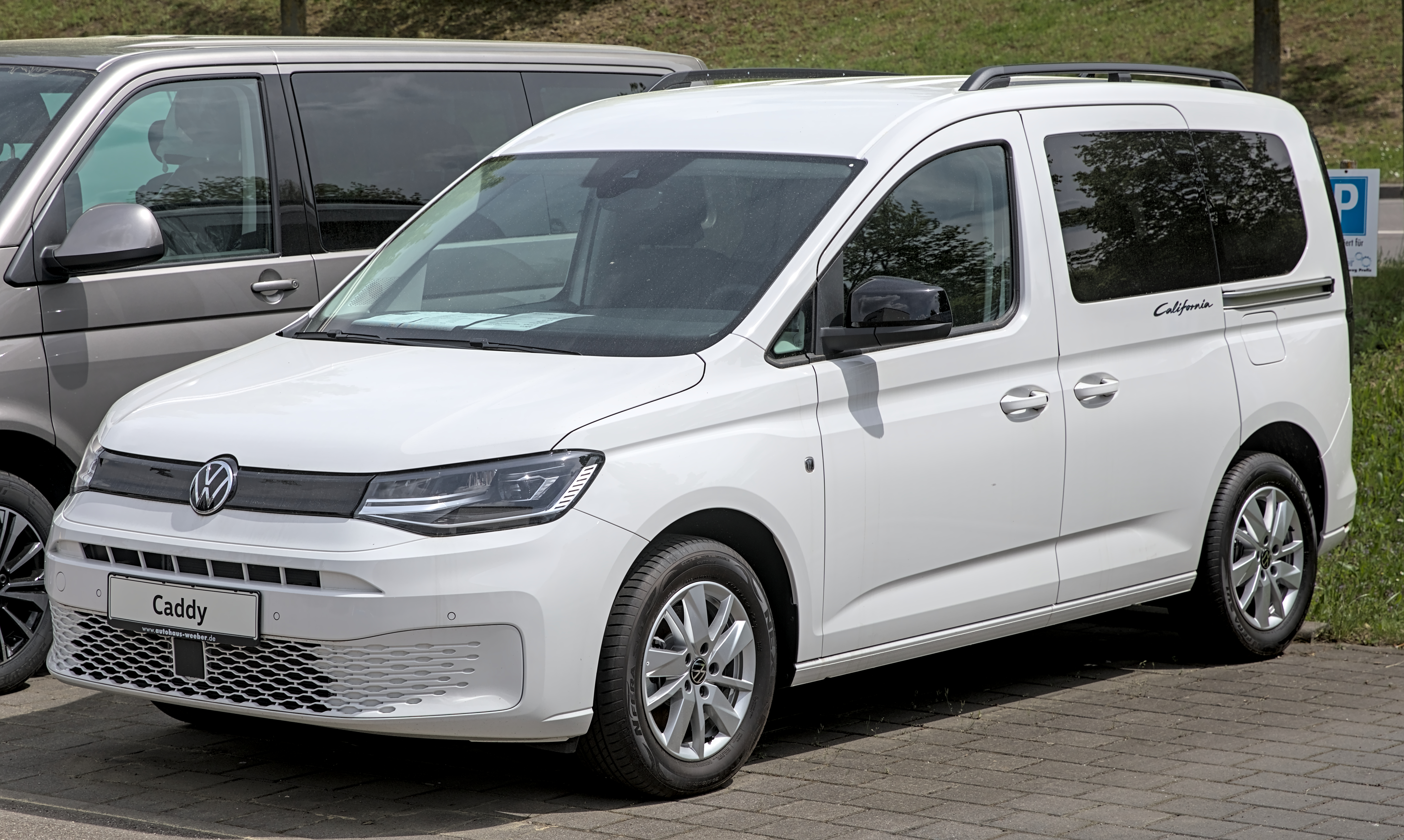
Volkswagen Caddy California

Volkswagen Caddy IV został zaprezentowany po raz pierwszy w lutym 2020 roku.
Samochód opiera się na platformie Volkswagen MQB. Pojazd jest oferowany w wersjach kombi i minivan w wersjach wyposażenia Kombi, Life, Style i Move. Do sprzedaży trafił w listopadzie 2020. Samochód jest bliźniaczą odmianą Ford Tourneo Connect. W 2021 zaprezentowano wersję California.